# ملتقى هرقلة السينمائي
ملتقى هرقلة السينمائي هو مهرجان سينمائي يتم تنظيمه كل صيف في هرقلة، بتونس، من قبل جمعية أفريقيا المتوسط للثقافة.
يُعلن الملتقى أنه يهدف إلى تعزيز الحوار الثقافي من خلال خلق روابط بين صانعي الأفلام ومحبي الأفلام من أفريقيا والبحر الأبيض المتوسط. لهذا السبب، يفضل منشئوها تسميتها «ملتقى» بدلاً من «مهرجان». يقتصر الملتقى على اختيار الأفلام القصيرة والوثائقية فقط.
استقبل الملتقى فنانين عالميين مثل سوتيجوي كوياتي، محمد بكري، محمد صالح هارون، نوري بوزيد، واسيس ديوب، شيخ عمر سيسوكو، إسماعيل لو، ديدييه عوادي، إدريسو مورا كباي، رينزو روسيليني، أفيل بوكوم.

## البرمجة
في كل عام، يقوم فريق الملتقى بإعداد مجموعة مختارة من الأفلام الروائية القصيرة والأفلام الوثائقية من البلدان الأفريقية والمتوسطية.
يدير ورش العمل التدريبية متخصصون في صناعة الأفلام لصانعي الأفلام الشباب ومحبي الأفلام من دول في إفريقيا والبحر الأبيض المتوسط وأوروبا.

## روابط خارجية
- الموقع الرسمي